# Rak-Su
Rak-Su er et britisk boyband, der i 2017 vandt den 14. sæson af den britiske udgave af X Factor. Bandet består af Ashley Fongo, Jamaal Shurland, Myles Stephenson og Mustafa Rahimtulla.
Fredag den 30. marts 2018 optrådte de live i X Factor Danmark med deres hitsingle "Dimelo"